# Visconde da Carreira
Visconde da Carreira foi um título criado por decreto de 1 de Dezembro de 1834, e confirmado por carta de 10 de Fevereiro de 1835, da rainha D. Maria II de Portugal, a favor do político liberal Luís António de Abreu e Lima, que depois seria elevado a 1.º conde da Carreira.
Usaram o título as seguintes pessoas:
1. Luís António de Abreu e Lima, 1.º visconde e 1.º conde da Carreira;
2. Diogo Gomes de Abreu e Lima, 2.º visconde da Carreira;
3. Luís Bravo de Abreu e Lima, 3.º visconde da Carreira;
4. Bento Malheiro Pita de Vasconcelos, 4.º visconde da Carreira.